# Forshaga HK
Forshaga HK är en handbollsklubb från Forshaga i Värmland. Klubben  bildades 16 juni 1986. Klubben har tio ungdomslag, ett damlag (division 3) och två herrlag (division 4 och division 3). Inför säsongen 2013/2014 inledde Forshaga HK ett samarbete på herrsidan med IF Hellton för att satsa på att gå upp i div 2. Senast klubben spelade i div 2 var säsongen 1995/96 där dom åkte ut med ett måls marginal.
Varje sommar sedan 2007 (förutom 2012 p.g.a Olympiska spelen) har Kristina Flognman tillsammans med sin moderklubb Forshaga HK arrangerat Tina Flognmans Handbollsskola som har blivit en av Sveriges största handbollsskolor. 2013 kom det 172 deltagare från hela Sverige och Finland till handbollsskolan. 2015 deltog 219 deltagare från Sverige, Finland och Norge.
Forshaga HK har, förutom landslagsspelaren Tina Flognman, levererat många elitspelare. Ida Holm och Linnea Sundholm har båda spelat i SHE med IF Hellton säsongen 2016-2017. De båda spelade i samma föreningen i Allsvenskan säsongen 2017-2018, vilket även Forshaga HK-produkten Linnea Sandkvist gjorde. Louise Hedestad representerade IF Hellton i Allsvenskan säsongen 2018-2020. Linnea och Ida representerar Skara HK i SHE säsongen 2020-2021, vilket även Ida gjorde föregående säsong. Forshaga HK-spelaren Hannes Söderberg har representerat HK Aranäs i Elitserien/Handbollsligan under 2015-2018. Idag spelar han i Allsvenskan med Tyresö HF. 

## Historia
Forshaga HK grundades måndagen den 16 juni 1986 av 24 handbollsintresserade ungdomar och en del föräldrar i Grossbolsskolans matsal.
Ordförande genom tiderna
- 1986–1991 Harry E Johansson (Hedersordförande 1996)
- 1991–1994 Kjell Kärrbrink
- 1994–1996 Patrik Sandin
- 1996–1999 Per-Arne Nilsson
- 1999–2000 Sven-Åke Asplund
- 2000–2001 Lars-Åke Svensson
- 2001–2002 Lars Olsson
- 2003–2006 Peter Preisz (Hedersordförande 2011)
- 2006–2008 Stefan Johansson
- 2008–2012 Per Söderberg (Hedersordförande 2017)
- 2012–2013 Per-Arne Nilsson
- 2013–2014 Anna Nordquist